# Episodi di The Rookie (quarta stagione)
La quarta stagione della serie televisiva The Rookie è stata trasmessa negli Stati Uniti d'America, sul canale ABC, dal 26 settembre 2021 al 15 maggio 2022.
In Svizzera la stagione è stata trasmessa dal 5 gennaio al 1 giugno 2022 su RSI LA1. 

In Italia la stagione è stata trasmessa in prima visione assoluta su Rai 2 dal 9 gennaio al 13 giugno 2022.
| nº | Titolo originale    | Titolo italiano       | Prima TV USA      | Prima TV Svizzera |
| -- | ------------------- | --------------------- | ----------------- | ----------------- |
| 1  | Life and Death      | La vita e la morte    | 26 settembre 2021 | 5 gennaio 2022    |
| 2  | Five Minutes        | Cinque minuti         | 3 ottobre 2021    | 12 gennaio 2022   |
| 3  | In the Line of Fire | Sulla linea di fuoco  | 10 ottobre 2021   | 19 gennaio 2022   |
| 4  | Red Hot             | Rosso fuoco           | 17 ottobre 2021   | 26 gennaio 2022   |
| 5  | A.C.H.              | Tutto può succedere   | 31 ottobre 2021   | 2 febbraio 2022   |
| 6  | Poetic Justice      | Poetica giustizia     | 7 novembre 2021   | 9 febbraio 2022   |
| 7  | Fire Fight          | Lotta contro il fuoco | 14 novembre 2021  | 16 febbraio 2022  |
| 8  | Hit and Run         | Colpisci e scappa     | 5 dicembre 2021   | 23 febbraio 2022  |
| 9  | Breakdown           | Il crollo             | 12 dicembre 2021  | 2 marzo 2022      |
| 10 | Heart Beat          | Batticuore            | 2 gennaio 2022    | 9 marzo 2022      |
| 11 | End Game            | Fine dei giochi       | 9 gennaio 2022    | 16 marzo 2022     |
| 12 | The Knock           | L'urto                | 23 gennaio 2022   | 23 marzo 2022     |
| 13 | Fight or Flight     | Lotta o fuggi         | 30 gennaio 2022   | 30 marzo 2022     |
| 14 | Long Shot           | Impresa azzardata     | 27 febbraio 2022  | 6 aprile 2022     |
| 15 | Hit List            | Lista nera            | 6 marzo 2022      | 13 aprile 2022    |
| 16 | Real Crime          | Real Crime            | 13 marzo 2022     | 20 aprile 2022    |
| 17 | Coding              | Programmazione        | 3 aprile 2022     | 27 aprile 2022    |
| 18 | Backstabbers        | Traditori             | 10 aprile 2022    | 4 maggio 2022     |
| 19 | Simone              | Simone                | 24 aprile 2022    | 11 maggio 2022    |
| 20 | Enervo              | Operazione Enervo     | 1º maggio 2022    | 18 maggio 2022    |
| 21 | Mother's Day        | Festa della mamma     | 8 maggio 2022     | 25 maggio 2022    |
| 22 | Day In The Hole     | Giornata buca         | 15 maggio 2022    | 1º giugno 2022    |

## La vita e la morte
- Titolo originale: Life and Death
- Diretto da: Bill Roe
- Scritto da: Alexi Hawley

### Trama
Lopez e West vengono presi dagli uomini della "Fiera". Mentre Lopez viene rapita e portata via, West viene ucciso nel tentativo di salvarla. Grey ed Evers chiedono l'aiuto della DEA, ma sono respinti dalle complicazioni politiche del caso. Grey e Chen hanno il compito di trovare il sicario di West mentre gli altri devono salvare Lopez. Nolan, Bradford e Harper arruolano Max, che dà loro un elicottero e armi per la loro missione. Evers chiede aiuto a un criminale per sapere dove Lopez sia stata portata in cambio di favori futuri e scopre che è stata portata in Guatemala. Una volta arrivato il gruppo pianifica di assaltare il luogo dove Lopez è rinchiusa, ma il piano fallisce a causa delle precauzioni prese dalla Fiera. Nolan e gli altri ricorrono al loro piano di riserva ovvero usare Evers per introdurlo nella casa usando il pretesto di un accordo con la Fiera. In realtà, Evers induce il travaglio in Lopez per farsi portare in ospedale così che gli altri possano intervenire e salvarli. Però la Fiera divide i due portando Lopez in ospedale e dando l'ordine di uccidere Evers. Bradford e Harper tendono un'imboscata all'ospedale e salvano Lopez, che uccide la Fiera mentre stanno per fuggire in elicottero. Nolan salva Evers dai restanti scagnozzi venendo poi recuperati con l'elicottero dagli altri. Grey grazie a un indizio lasciato da West cattura il suo assassino. Tre mesi dopo, nasce il figlio di Lopez ed Evers, che chiamano Jackson in onore di West e Nolan è ufficialmente un poliziotto.
- Nota. Questo episodio vede l'uscita di scena del personaggio dell'agente Jackson West, che viene ucciso.
- Guest star: Camille Guaty (Sandra "La Fiera" De La Cruz), Kamar De Los Reyes (detective Ryan Caradine), Kyle Secor (agente Sam Taggart)
- Ascolti Italia: telespettatori 1 004 000 – share 4,00%[2]

## Cinque minuti
- Titolo originale: Five Minutes
- Diretto da: Lisa Demaine
- Scritto da: Brynn Malone

### Trama
Bradford viene promosso sergente e guida l'appello mentre una nuova recluta, Aaron Thorsen, viene assegnato ad Harper. Dopo la prima giornata Harper è convinta che il ragazzo non abbia quello che serve per diventare un poliziotto a causa della sua incriminazione per aver presumibilmente ucciso il suo compagno di stanza a Parigi. Tuttavia, Thorsen prende coraggio e le spiega di essere motivato a diventare un poliziotto, portandola a cambiare idea. Nolan e Chen fermano una donna per eccesso di velocità, che si rivela la famigerata ladra Claire Ivey, più volte fuggita alla cattura anche per la mancanza di prove. Il dipartimento teme una rapina imminente, ma riesce a fermarla con la sua banda e a prevenire la rapina travestendosi da convoglio mirato, grazie a Thorsen che li scopre coinvolti nello stesso omicidio su cui lui e Harper stavano lavorando. Nolan chiede a Bailey di uscire per un appuntamento, ma lei decide di rompere con lui in via preventiva; tuttavia lui riesce a convincerla che può cambiare e provare una prima relazione insieme.
- Guest star: Jenna Dewan (Bailey Nune), Dylan Conrique (Tamara Colins), Tru Valentin (Aaron Thorsen), Tricia Helfer (Claire Ivey), Aaron Leddick (Robinson).
- Ascolti Italia: telespettatori 1 031 000 – share 4,10%[3]

## Sulla linea di fuoco
- Titolo originale: In the Line of Fire
- Diretto da: Daniel Willis
- Scritto da: Roberto Bella

### Trama
Nolan e Chen devono occuparsi dell'incendio di una casa e salvano un uomo intrappolato all'interno. Dopo che l'incendio è spento, i vigili del fuoco di Los Angeles scoprono un corpo carbonizzato all'interno. Dall'autopsia si comprende che è stato ucciso prima che l'incendio venisse appiccato. Durante una pausa, Nolan, Chen, Bradford, Harper e Webb sono coinvolti in una sparatoria in cui un cecchino prende di mira un veicolo di scorta privato. Il cecchino fugge, Harper e Thorsen scoprono che ha ricevuto un addestramento militare. Nolan e Chen indagano sul corpo carbonizzato e interrogano Aidan Merritt, che li tiene brevemente in ostaggio nella sua stessa casa prima che Nolan riesca ad arrestarlo. Wesley è costretto a lavorare per Elijah Stone a causa del debito contratto per il salvataggio di Lopez in Guatemala, mettendo a rischio la sua carriera. Stone lo incarica di difendere Merritt. Lopez indaga sull'incendio e sulla piscina sospetta, rivelando a Nolan e Bailey che si sono verificati più incendi in Arizona e suggerendo che un serial killer è a piede libero.
- Ascolti Italia: telespettatori 951 000 – share 3,70%[4]

## Rosso fuoco
- Titolo originale: Red Hot
- Diretto da: Lisa Demaine
- Scritto da: Diana Mendez

### Trama
Lopez torna al lavoro, mentre Nolan indaga su una presunta lite domestica in cui una moglie è fuggita dalla casa del marito. Nolan in seguito trova la donna, Linda Charles, che cammina disorientata in un vicolo e parla una lingua straniera. Il marito e il suo assistente arrivano e puntano le pistole su di loro. Tutti e tre si rivelano in seguito agenti russi, con Linda Charles, vero nome Katharine Antonov, che è diventata una traditrice. Harper e Thorsen indagano su un incidente stradale che coinvolge una bicicletta, in cui il ciclista è stato portato via dal conducente. Harper rintraccia l'auto rubata in un magazzino dove trova la vittima svenuta. Mentre sta per inseguire il sospettato, il magazzino va in fiamme, ma riesce a fuggire con la vittima. Nolan e Bailey scoprono una chiavetta USB che Antonov ha nascosto nella sua auto di pattuglia, finendo sotto il mirino dell'ex agente russo; alla fine l'FBI arresta Antonov. Lopez conclude che l'incendio del magazzino è stato causato dallo stesso aggressore dell'episodio precedente. Elijah Stone fa uccidere Aidan Merritt dopo che Evers non riesce a trovare un modo per liberarlo, fungendo da ultimo avvertimento per lui.
- Guest star: Jay McLaren (Elijah), Tru Valentin (Aaron Thorsen), Jenna Dewan (Bailey).
- Ascolti Italia: telespettatori 1 017 000 – share 4,00%[5]

## Tutto può succedere
- Titolo originale: A.C.H.
- Diretto da: Daniel Willis
- Scritto da: Zoe Cheng e Paula Puryear

### Trama
Nel giorno di Halloween a Los Angeles, come sempre, succede il finimondo. Nolan e Harper intervengono per arrestare, in un parco, una persona impazzita. Si comporta come fanno gli zombie in televisione, ma scoprono in ospedale che la donna ha preso la nuova droga in circolazione chiamata Boom X. Nolan riceve la visita del fratellastro Pete e scopre che la ragazza di quest'ultimo teme di essere incinta e lui fugge in preda al panico scappando dall'eventuali responsabilità come fece il loro padre. Chen assiste una vicina di casa in una disputa economica con i due cacciatori di fantasmi che l'anziana ha ingaggiato perché pensa che il suo appartamento sia infestato. I cacciatori vogliono farle pagare più soldi del prezzo pattuito. A Lopez viene affidato il caso e la signora Crouch, la vittima della truffa, decide di lasciar perdere. Chen e Tamara indagano sui presunti fantasmi solo per scoprire che un'altra vicina è stata aggredita da uno stalker. Le due capiscono, ricostruendo la storia del palazzo insieme a Lopez, che il criminale si nasconde in uno dei vecchi passaggi nel palazzo. Proprio mentre sta per aggredire un'altra vittima, la poliziotta riesce a fermarlo e ad arrestarlo. Bradford incontra un'altra persona in preda agli effetti della Boom X. Lui e Nolan assoldano Pete, come informatore e per indossare un microfono e comprare la droga, riuscendo così a catturare il fornitore. Pete quando sembra aver messo la testa a posto e pronto ad affrontare il ruolo di padre scopre che la sua fidanzata non è incinta. Harper finita a letto per sbaglio con l'ex marito, scopre che vuole chiedere alla nuova fidanzata di sposarlo.
- Guest star: Pete Davidson (Pete Nolan), Enver Gjokaj (Donovan), Dylan Conrique (Tamara Colins), Patricia Belcher (sig.ra Crouch), T. J. Thyne (sig. Edwards)
- Ascolti Italia: telespettatori 726 000 – share 2,70%[6]

## Poetica giustizia
- Titolo originale: Poetic Justice
- Diretto da: Chi Yoon Chung
- Scritto da: Bill Rinier e Natalie Callaghan

### Trama
Bradford è incaricato da Gray di convincere l'ufficiale veterano Jerry McGrady a ritirarsi, ma decide di portarlo con sé in pattuglia. Nolan, Chen e Harper iniziano a indagare su una mappa del tesoro che Nolan e Harper hanno trovato arrestando un vandalo. Bradford e McGrady si uniscono alla caccia, e un vecchio caso di quest'ultimo risulta essere collegato a esso. Decifrano gli indizi poetici, che li portano a civili che si fanno del male a vicenda, anche nella caccia al tesoro. Nolan, Harper e Chen rintracciano gli indizi in una vecchia metropolitana abbandonata degli anni 1920 e sono costretti ad affrontare due uomini armati. L'intera stazione di polizia si congeda da McGrady dopo che lui stesso ha annunciato il suo ritiro. Nolan, Bailey e Lopez continuano le indagini sul serial killer piromane, che Nolan sospetta essere il tenente di Bailey, Fred Mitchell, dopo aver scoperto nel suo garage benzina uguale a quella usata dal piromane; in seguito Bailey, avvisata dei sospetti di Nolan, s'introduce in casa del suo tenente e trova un orologio appartenente a una delle vittime. Proprio quando stanno arrivando con un mandato di perquisizione, la casa di Mitchell esplode.
- Guest star: Jenna Dewan (Bailey Nune), Tru Valentino (Aaron Thorsen), Peter Onorati (agente Jerry McGrady), Roland Buck III (Spike).
- Ascolti Italia: telespettatori 974 000 – share 3,90%[7]

## Lotta contro il fuoco
- Titolo originale: Fire Fight
- Diretto da: Tori Garrett
- Scritto da: Corey Miller

### Trama
Bailey è gravemente ferita nell'esplosione e deve usare le stampelle. Lopez, Nolan e Harper riaprono l'indagine sull'incendio doloso dopo che un collega di Bailey ha svelato che Fred era in ospedale in Nevada al momento degli omicidi. Concludono anche che il vero assassino stava cercando di incastrarlo. Bradford e Chen indagano su diversi casi di utilizzo di sostanze illegali, come parti di animali in estinzioni o benzodiazepine, usate nel trucco, nelle creme per la pelle o in prodotti dimagranti. Tra le rivali si scatena la corsa per salvarsi dalle accuse e ognuna di loro rivela un segreto dell'altra, finché si arriva ad Astom che ha in programma di far uccidere suo marito da un sicario. Bradford va sotto copertura fingendosi sicario e arresta la donna in questione dopo averle fatto ammettere il reato. Nolan viene rapito dal vero assassino, che si scopre essere Marcus, il vicino di Fred. Quest'ultimo vuole divertirsi uccidendo Nolan prima di cambiare identità e sparire da Los Angeles. Inizia così una sorta di caccia in cui Nolan è la preda. Nolan ingaggia una dura lotta e riesce a fuggire. Ma quando viene sorpreso da Marcus, riesce a usare un'auto per investirlo e arrestarlo. Evers continua i suoi rapporti per Elijah Stone, in particolare deve far scarcerare un criminale. Per poterlo fare deve screditare un testimone. Chiama la polizia e fa arrestare il testimone per porto abusivo d'arma. Avendo raggiunto il suo limite a seguito di un quasi pestaggio di Elijah, a causa di una mancanza di comunicazione da parte sua, decide di dire la verità a Lopez.
- Guest star: Jenna Dewan (Bailey), Maury Sterling (Marcus), Brandon Jay McLaren (Elijah Stone).
- Ascolti Italia: telespettatori 1 137 000 – share 4,70%[8]

## Colpisci e scappa
- Titolo originale: Hit and Run
- Diretto da: Bill Roe
- Scritto da: Vincent Angell

### Trama
Lopez chiede a Evers di registrare tutto quando è in contatto con Elijah Stone, ma rifiuta a causa della riservatezza tra avvocato e cliente. Nolan e Lopez arrivano per parlare con il cittadino Marvin Reynolds, ma lui spara loro e scappa, diventando un criminale ricercato. La sorella di Bradford arriva a Los Angeles per vendere la casa del padre. Harper e Thorsen cercano il camper di Reynolds, dove scoprono armi e un manifesto. Le dà anche un consiglio quando lei rivela che il suo ex marito vuole trasferirsi con la figlia a San Francisco, e Harper decide di combattere la battaglia per la custodia di sua figlia. La polizia mette all'angolo Reynolds all'USS Iowa Museum e alla fine gli spara. Bradford decide di unirsi a sua sorella, ma si rifiuta di visitare il padre e sostiene ufficialmente anche Nolan come rappresentante sindacale. Lopez costruisce un caso RICO contro Stone, ma scopre che Evers l'ha detto a Gray e hanno in programma di usarlo come informatore.
- Guest star: Peyton List (Genny Bradford), Tru Valentino (Aaron).
- Ascolti Italia: telespettatori 891 000 – share 3,60%[9]

## Il crollo
- Titolo originale: Breakdown
- Diretto da: Chi-Yoon Chung
- Scritto da: Alexi Hawley

### Trama
Bradford, sua sorella Jenny ristrutturano la loro casa d'infanzia aiutati da Chen. Bradford scopre una pistola in un muro e lui e Chen aprono un'indagine. La pistola è stata usata dal padre di Bradford per un omicidio 25 anni prima. Suo padre ha avuto una relazione con la moglie del vicino. Con il procedere dell'indagini, la donna confessa di aver sparato al marito per legittima difesa, e suo padre inscena una rapina per poterla salvare. Bradford fa visita a suo padre sul letto di morte e ammette di non perdonarlo e di non essere come lui. Gray avvia l'operazione sotto copertura di Evers come informatore. La sua copertura salta quando Stone scopre la microspia che Evers ha nascosto. Qualche tempo dopo, Stone e i suoi scagnozzi vengono attaccati da un componente di un cartello rivale, che Stone rivela essere guidata dall' ex agente di sicurezza di La Fiera, Abril. Quest'ultima avverte Lopez di non darle la caccia perché lei non ha intenzione di ucciderla visto che compie omicidi solo se strategicamente vantaggiosi. Nolan chiede a Bailey di incontrare suo figlio Henry per la prima volta e pensa di proporle di sposarlo, cosa che Henry approva. Tuttavia, mentre i due sono fuori a mangiare, un uomo si imbatte in loro, rivelandosi come Jason il marito di Bailey.
- Guest star: Zayne Emory (Henry Nolan), Brent Huff (agente Smitty), Enver Gjokaj (Donovan Town), Dylan Conrique (Tamara Colins), Brandon Jay McLaren (Elijah Stone), Peyton List (Gennifer "Genny" Bradford).
- Ascolti Italia: telespettatori 977 000 – share 3,90%[10]

## Batticuore
- Titolo originale: Heart Beat
- Diretto da: SJ Main Muñoz
- Scritto da: Fredrick Kotto

### Trama
Nolan è amareggiato per aver scoperto del matrimonio di Bailey con Jason Wyler, un truffatore che l'ha manipolata psicologicamente, ed è appena stato rilasciato dalla prigione per buona condotta. Un piccolo incidente aereo occorso per le strade della città, lascia sgomento il distretto quando non viene trovato nessun pilota. Il proprietario dell'aereo, il miliardario Levi Lincoln, condannato per l'omicidio della moglie, viene trovato vivo. Si scopre che ha pagato una piccola fortuna per fare scontare la prigione ad un altro uomo. La licenza legale di Wesley è sospesa per sei mesi a causa dei suoi rapporti con Elijah. Diventa consulente legale volontario presso il centro comunitario. Si fa coinvolgere quando gli capita il caso di un giovane che cerca di liberarsi dalla presa di uno spacciatore. Bradford chiede aiuto a Chen per insegnare al cane che lei gli ha regalato ad andare d'accordo con Ashley McGrady visto che la loro relazione è diventata seria. Bailey affronta Jason e gli chiede di mantenere la sua promessa di firmare finalmente il divorzio. Nolan è costretto a rivolgersi ancora una volta a Oscar Hutchinson per ottenere informazioni sia su Levi che su Jason. Nolan e Harper guidano il distretto nel catturare Levi in un piccolo aeroporto privato dopo una sparatoria in un hangar. Jason nasconde droghe nell'auto di Bailey e lei viene arrestata. Nolan dice a Bailey che la ama in ogni caso e l'aiuterà a liberarla prima di affrontare lo stesso Jason.
- Guest star: Matthew Glave (Oscar Hutchinson), Arjay Smith (James Murray), Helena Mattson (Ashley McGrady), Steve Kazee (Jason Wyler).
- Ascolti Italia: telespettatori 943 000 – share 3,90%[11]

## Fine dei giochi
- Titolo originale: End Game
- Diretto da: Tori Garrett
- Scritto da: Terence Paul Winter

### Trama
Gray dice a Nolan di non poter autorizzare un'indagine su Jason perché non hanno prove. Nolan si rivolge a Oscar Hutchinson per chiedergli un ulteriore aiuto visto le difficoltà riscontrate. Chen e Bradford indagano sull'omicidio di Becca, una ragazza di 18 anni, che si scopre essere un'amica di Tamara. Scoprono che ha rubato un orologio a un uomo che ha conosciuto su ClipTock, un social network, e voleva impegnarlo in un banco dei pegni. Il negoziante del banco dei pegni fornisce loro la carta d'identità del Declan, che a sua volta è amico di Tamara e Becca. Si scopre che ad ucciderla è stato proprio Declan che ha scoperto che voleva usare i soldi per tornare a studiare come aveva fatto Tamara. Harper scopre di essere incinta del figlio di James e in seguito decidono di tenerlo. Thorsen deve decidere se girare un programma con sua madre per raccontare la sua storia sull'omicidio di Patrick, evento per cui è stato assolto. In seguito decide di girare il programma. Nolan e Bailey espongono le reali intenzioni di Jason a un'altra donna che ha raggirato come ha fatto con Bailey. Così ottengono informazioni utile per spiccare un mandato d'arresto. Questo porta Jason a consegnarsi e a collaborare con la polizia per fargli arrestare gli uomini del Fronte meridionale, organizzazione criminale per cui ricicla denaro. Tuttavia, Hutchinson informa Nolan di aver fatto il doppio gioco, avvertendo il fronte meridionale, organizzazione che lo vuole morto per altri trascorsi, che Jason sta lavorando con la polizia. Jason tenta di fuggire usando il caos creato dalla sparatoria tra il fronte e la polizia, ma alla fine viene arrestato da Nolan.
- Guest star: Matthew Glave (Oscar Hutchinson), Dylan Conrique (Tamara Colins), True Valentino (Aaron Thorson), Arjay Smith (James Murray), Steve Kazee (Jason Wyler), Kanoa Goo (assistente procuratore distrettuale Chris Sanford), Jamil Walker Smith (Curtis Jones).
- Ascolti Italia: telespettatori 1 036 000 – share 4,20%[12]

## L'urto
- Titolo originale: The Knock
- Diretto da: Charissa Sanjarernsuithikul
- Scritto da: Zoe Cheng

### Trama
Nolan viene eletto rappresentante sindacale della stazione di polizia con l'obiettivo di fare cambiamenti. Incontra una consigliere comunale per sottoporle un programma pilota su come ridurre le spese del dipartimento su chiamate per tossicodipendenti e problemi mentali. Tali cambiamenti sono contrastati con veemenza dal presidente del sindacato, cioè il tenente Landon Briggs. Chen e Bradford scoprono una mano mozzata sulla spiaggia che appartiene a un certo Mark Klinke, che era riuscito ad arrivare in ospedale prima di morire. Lavorava per un'azienda biotecnologica guidata da Devin Swaine, che è all'inizio riluttante a rivelare ulteriori informazioni per motivi di riservatezza, poi racconta, consigliato dal suo avvocato, di un ex dipendente, Chester Frey, che reputa un folle. Il suo avvocato, in un tentativo disperato, cerca di accedere nella casa di Frey, cosa che viene negata da Lopez. La polizia scopre che Frey rimuoveva arti di persone per farle tornare in vita. Bradford e Chen gli tendono un'imboscata all'obitorio e lo arrestano. Gray accompagna il detective italiano Romeo Cabarelli in una caccia all'uomo per trovare il ricercato Kai Zullo. Tuttavia, Cabarelli spara colpendo Zullo, senza preoccuparsi di capire se avesse una pistola. Gray diventa sospettoso e scopre che Cabarelli risulta essere indagato per cattiva condotta in Italia visto che lavorava con Zullo che ha ucciso un uomo. Grey, Nolan e Harper lo ingannano usando l'arresto di Zullo come cavallo di troia per poter catturare anche lui. Lopez e Wesley sono in disaccordo su quale scuola scegliere per il figlio. Tim e la sua fidanzata insieme a Lucy e Sanford, il nuovo procuratore, organizzano una cena a quattro che va male.
- Guest star: Brent Huff (agente Smitty), Crystal Coney (infermiera Lisa), Helena Mattsson (Ashley McGrady), Kanoa Goo (ADA Chris Sanford), Jay Hunter (agente Gil Webb).
- Ascolti Italia: telespettatori 966 000 – share 4,00%[13]

## Lotta o fuggi
- Titolo originale: Fight or Flight
- Diretto da: Lanre Olabisi
- Scritto da: Brynn Malone

### Trama
Nolan e Chen inseguono un elicottero della polizia rubato dal diciassettenne Leo Thomas. Quest'ultimo aveva incontrato Nolan nel garage e aver discusso del divorzio dei suoi genitori. Leo si rifiuta di atterrare fino a quando non risolveranno tre missioni: la prima riguarda uno noto covo di spacciatori, dove gli occupanti vengono arrestati e dove salvano un ragazzo in overdose portandolo in ospedale. La seconda riguarda un uomo legato al patrigno di Leo, che conserva una massiccia scorta di droga precisamente fentanyl e possiede un alligatore. La terza riguarda direttamente Leo e sembra inizialmente difficile poiché vuole che arrestino il suo patrigno che ha fatto ripiombare sua madre verso la tossicodipendenza. Gray riesce a convincere l'uomo precedentemente arrestato a testimoniare contro il patrigno di Leo che viene arrestato. Leo esaurisce il carburante e fa atterrare l'elicottero in una zona deserta. Così viene arrestato da Nolan, tuttavia viene rilasciato su cauzione poco dopo. Bradford e Lopez indagano su una serie di furti con scasso legati a Des Robinson, un amico di Bradford che si professa innocente. Tuttavia, prima di arrestare i ladri in azione e salvare una famiglia presa in ostaggio, trovano ulteriori prove che definiscono il coinvolgimento di Robinson nelle varie rapine con omicidi. Thorsen e Harper fanno la guardia all'ospedale a un detenuto evaso, che avrebbe ucciso un poliziotto. Thorsen è convinto della sua innocenza e chiama James e Wesley per assisterlo. Wesley riesce a trovare un avvocato che vuole prendere il caso del detenuto pro bono, facendo sperare Thorsen che possa essere dichiarato innocente per l'omicidio del poliziotto. Le riprese delle telecamere a circuito chiuso della prigione dimostrano che il detenuto ha calpestato una guardia durante la rivolta e sarà arrestato comunque per tentato omicidio. Questo porta Thorsen a voler indagare sull'omicidio del suo amico Patrick visto che il colpevole è ancora in libertà.
- Guest star: Tru Valentino (Aaron Thorson), Arjay Smith (James Murray), Jay Hunter (agente Gil Webb).
- Ascolti Italia: telespettatori 991 000 – share 4,20%[14]

## Impresa azzardata
- Titolo originale: Long Shot
- Diretto da: Fernando Sariñana
- Scritto da: Natalie Callaghan

### Trama
Il segugio Randy si reca presso la stazione di polizia e incontra Nolan e Harper per avere il informazioni sulla taglia della famigerata Ivy Flynn, visto che ora è anche un cacciatore di taglie. Randy chiama Harper perché è rinchiuso in una bara per giochi sadomasochisti. Nolan e Harper riescono a salvarlo e Randy propone di aiutarlo a catturare Ivy dato che sa decifrare i messaggi che la criminale invia tramite un app di videogiochi. Mentre stanno facendo un appostamento, sopraggiunge Ivy che viene fermata da un'altra cacciatrice di taglie, Alicia Kaufman. Lei sta per catturarla, ma Ivy scappa grazie alle discussioni tra i quattro. Kaufman si rivela essere l'amante di Randy e condivide lo stesso obiettivo di catturare Ivy. Un vice investigatore della buon costume dice a Nolan e Harper che Ivy è stata coinvolta in procedimenti giudiziari che riguardano persone molto influenti ma anche pericolosi teppisti. Harper incontra Penelope, l'ex fidanzata del suo ex marito, che le rivela alcuni dettagli visto che era stata un escort per la società di Ivy. In un hotel, tendono un'imboscata a Ivy e la arrestano, e un membro dei Death Bastards fa irruzione sparando a Randy, che viene protetto dal giubbotto antiproiettile. Ivy fugge e Nolan la insegue, Kaufman arriva e prende Ivy per sé. Nolan continua a inseguirle per avvertire Kaufman del pericolo. Quando cadono in un'imboscata nel parcheggio, sono costretti a tentare di raggiungere un luogo sicuro. Randy va ad aiutarli e si becca una nuova pallottola ma anche stavolta si salva. Sopraggiungono altre pattuglie che arrestano i membri della gang. Lopez per liberarsi di Wesley, gli trova, grazie al sergente Grey, un lavoro da consulente legale in una nuova serie TV, ma il comportamento strano dell'attrice protagonista lo mette in pericolo. Bradford e Chen cercano una donna Jordan Conner, che si è vendicata di cattive persone entrate nella sua vita. Infatti ha messo dei topi nel ristorante del suo capo dopo essere stata licenziata, ha lanciato una molotov nell'auto del suo ex amante e ha spruzzato dello spray urticante al suo padrone di casa perché gli ha alzato l'affitto. Quando la trovano, rivela di avere il cancro al seno e quelle persone invece di sostenerla le hanno fatto del male. Nonostante abbia ricevuto la notizia che sta iniziando a guarire decide di fare quei crimini. Descrive le proprie azioni come karma contro le persone che l'hanno rinnegata. Chen cerca di trovare il suo padre biologico e apprende da sua zia Amy che era un paziente con cui sua madre aveva una relazione. Indagando scopre che è morto in un incidente.
- Guest star: Brent Huff (agente Smitty), Dylan Conrique (Tamara Colins), Flula Borg (Skip Tracer Randy), Jamil Walker (Curtis Jones).
- Ascolti Italia: telespettatori 684 000 – share 3,30%[15]

## Lista nera
- Titolo originale: Hit List
- Diretto da: Robert Bella
- Scritto da: Elizabeth Davis Beall

### Trama
La giornata in borghese di Thorsen si fa dura quando lui e Harper scoprono che la troupe cinematografica di sua madre li segue filmandoli per lo show. In seguito ferma il padre di Patrick Hayes, l'amico che è stato accusato di aver ucciso ed è costretto ad arrestarlo poiché ha tentato di aggredirlo tirandogli un pugno, ma decide di lasciarlo andare per rispetto del dolore che prova. Inoltre, licenzia il produttore del suo show e gli chiede di distruggere la scena ripresa tra lui e Hayes. Mentre Gray si sta recando in tribunale per testimoniare in un caso contro Marco Rubio, un potente mafioso, una donna viene uccisa in un drive-by e un uomo viene avvelenato alla stazione dove Nolan e Smitty sono di servizio alla reception. Dalle indagini entrambi si rivelano essere dei testimoni nello stesso caso di Gray. Nel garage sotterraneo del tribunale, Grey viene colpito e ferito dall'assassina, che a sua volta riesce a ferire. Portati in ospedale, Grey viene operato e se la cava mentre il sicario muore. In un raid presso l'appartamento del sicario, la polizia di Los Angeles scopre documenti segreti del gran giurì che sono stati bruciati. Da un pezzo ancora leggibile comprendono che l'avvocato Kellen Myers lì ha passati a Rubio. Interrogato e arrestato, Myers rivela anche che l'assistente del procuratore distrettuale Sean Delmonte è sulla lista. Lucy riesce ad avvertire Chris Sanford, l'avvocato e assistente di Delmonte con cui esce. Delmonte e Chris riescono a evitare di affrontare l'assassino e a resistere fino a quando Bradford, Lucy e altri ufficiali arrivano e lo catturano. Gray pensa alla pensione quando si sveglia in ospedale e cerca se stesso con l'aiuto di Nolan, ricambiando il favore che Gray gli ha fatto dopo la prima uccisione di Nolan sul lavoro. Bailey tenta di dipingere un ritratto di Nolan, che ritiene brutto. Nolan le dà ragione perché finalmente ha trovato qualcosa che lei non sa fare, decide di appendere il quadro.
- Guest star: Brent Huff (agente Smitty), Brystal Cone (infermiera Lisa), Tru Valentino (Aaron Thorsen), Kanoa Goo (assistente procuratore distrettuale Chris Sanford), Michael Trucco (assistente procuratore distrettuale Sean Del Monte), Rome Flynn (Morris Mackey), Josh Stamberg (padre dell'amico morto di Aaron).
- Ascolti Italia: telespettatori 1 109 000 – share 5,40%[16]

## Real Crime
- Titolo originale: Real Crime
- Diretto da: Rob Seidenglanz
- Scritto da: Bill Rinier e Paula Puryear

### Trama
La troupe del reality show di Thorsen intervista gli ufficiali del distretto riguardo alle indagini sulla morte di Morris Mackey, il regista dello spettacolo, che è stato assassinato nella casa dei genitori di Thorson. Quest'ultimo è tra i sospettati, ma viene scagionato grazie al suo alibi. Il documentario solleva anche dubbi sull'omicidio della seconda metà del duo rap di suo padre, che è ancora irrisolto. Anche il padre di Patrick Hayes viene interrogato, così come gli amici di Thorsen che erano con lui a Parigi. Il caso di Hayes viene riportato sotto i riflettori quando la polizia sospetta che gli omicidi siano collegati. Si scopre che anche la madre di Thorsen era a Parigi quando Patrick è stato assassinato, ma rivela di aver avuto un'avventura sessuale con un calciatore francese. L'indagine francese sull'omicidio Hayes è criticata per la sua mancanza d'indagine verso altri sospetti, uno dei quali è il figlio del ministro delle finanze. La polizia alla fine conclude che Rowan Clausen, l'amico di Thorsen, ha commesso entrambi gli omicidi, essendo sempre stato l'istigatore di attività e opportunità di amici per utilizzare quest'ultimo per contrabbandare droga sull'aereo privato di Thorsen; Rowan ha ucciso Hayes per aver scoperto e minacciato di far fallire la sua operazione di contrabbando, e poi Mackey per aver scoperto che c'era lui dietro il primo omicidio. Alla fine, il padre di Hayes chiede perdono a Thorsen, che accetta.
- Guest star: Tru Valentino (Aaron Thorsen), Tamala Jones (Yvonne Thorsen), Rome Flynn (Morris Mackey).
- Ascolti Italia: telespettatori 730 000 – share 3,50%[17]

## Programmazione
- Titolo originale: Coding
- Diretto da: Bill Roe
- Scritto da: Nick Hurwitz e Sylvia Franklin

### Trama
Nolan è il primo sulla scena di un incidente d'auto la cui unica occupante ha subito ferite catastrofiche, ma è ancora cosciente. Lui parla con lei mentre muore. È una donatrice di organi, quindi accompagna il suo corpo in ospedale. Un adolescente è in prima fila per il cuore della vittima. Harper è nello stesso ospedale a causa di potenziali complicazioni della gravidanza. Lucy dovrebbe rilasciare una deposizione sul suo rapimento per ulteriori accuse contro Rosalind Dyer. Le cose iniziano ad andare storte in ospedale perché un uomo ha violato il sistema informatico con un ransomware per permettere a sua moglie di scalare al primo posto nella lista dei trapianti. Gli ufficiali cercano di dissuadere lui e sua moglie dal loro piano, ma falliscono. L'istituzione di piani di emergenza diventa la priorità per l'ospedale. Un paziente muore nonostante l'intervento di Nolan che tenta di rianimarlo. L'ospedale accetta di dare il cuore alla moglie dell'uomo. In sala operatoria, Nolan lascia che la ragazza, che avrebbe dovuto avere il cuore, parli con la moglie cercando di farle cambiare idea. Quest'ultima decide di rinunciare. Quando il marito cerca di disattivare il virus, i suoi partner decidono di chiedere 5 milioni di dollari e lo escludono tagliandogli l'accesso. L'uomo da a Nolan e Tim i nomi dei suoi complici. Gli agenti li trovano e riportano l'ospedale alla normalità. Harper chiude un caso di rapimento in corso riguardante Rory, un bambino rapito all'età di tre anni, che ora potrà riabbracciare i suoi veri genitori. Lucy chiede di poter visionare il video di quando era stata rinchiusa in un barile sottoterra. Dopodiché, decide di non contribuire al caso contro Rosalind e di annullare la sua testimonianza in aula. Il procuratore acconsente visto che hanno molte prove contro Rosalind.
- Guest star: Crystal Coney (infermiera Lisa), Dylan Conrique (Tamara Colins), Arjay Smith (James Murray), Kanoa Goo (assistente procuratore distrettuale Chris Sanford), Siena Goines (Riley Templeton), Deidrie Henry (dottore Spader).
- Ascolti Italia: telespettatori 917 000 – share 4,50%[18]

## Traditori
- Titolo originale: Backstabbers
- Diretto da: Tori Garrett
- Scritto da: Vincent Angell

### Trama
Dopo una notte insonne Harper chiede a James di sposarlo e concordano per il rito civile in tribunale. Lucy è delusa da Tim perché lui non le dà il giusto riconoscimento per il lavoro svolto, quindi si rivolge a Nolan per chiedere aiuto. Nel frattempo, Thorsen fa coppia con Tim che cerca di capire qual è il suo superpotere da poliziotto. Come primo intervento, arrestano un ladro di macchine di lusso che è imbranato nel guidarle. Nolan e Chen vengono chiamati a dar supporto alla polizia ferroviaria dove incontrano Badger, l'ex recluta che per sbaglio sparò durante l'appello, ora è persino sergente grazie a un corso apposito. Un intero treno merci è stato saccheggiato. Mentre controllano il collega di Badger viene aggredito e l'aggressione scappa. L'agente necessita di cure mediche ma non avrà conseguenze gravi. Le detective Lopez e Harper devono occuparsi del caso. Nel frattempo, Tim e Thorsen si occupano di un chiamata fatta da un uomo per arma pericolosa. L'uomo li consegna una katana trovata nel fiume, l'arma di un delitto irrisolto, e anche una granata che Thorsen scambia per vera e scaraventa Tim per terra. Nolan fa un accordo con Chen che la porta a rovistare in un cassonetto per trovare la pistola in cambio riceverà il merito per averla trovata. Thorsen risale a chi ha comprata la katana, grazie alle conoscenze che ha negli ambienti ricchi. Si scopre che il treno trasporta oggetti di un miliardario caduto in disgrazia e che ora è in prigione. La polizia scopre che il compagno di cella dell'uomo è un ladro uscito di prigione. Fanno irruzione nella casa di quest'ultimo e lo trovano morto, inoltre soltanto un vaso è stato rubato e viene ritrovato in mille pezzi, ma una volta ricostruito si scopre che manca un pezzo. Quindi interrogano i figli del miliardario che non rivelano nulla. Badger vuole collaborare con Lopez, Harper, Chen e Nolan al caso ma viene sbeffeggiato dalle donne. La sera stessa, Badger si reca a casa di Nolan per dirgli che il pezzo mancante del vaso aveva inciso un codice iban di un conto offshore, grazie a una foto del vaso in archivio prima del furto. L'indomani scoprono che il conto è svizzero. Lopez e Harper interrogano il miliardario che indica nei suoi figli i probabili assassini del ladro e rivela che le password sono nascoste in un carillon. Tim e Thorsen intervengono in una lite tra un ex detenuto, uscito dalla prigione con la condizionale e l'ex compagna. I due discutono perché l'uomo vuole vedere il figlio. Thorsen dirime la questione con lungimiranza, dimostrando che è quella la sua qualità migliore. I poliziotti scoprono che il carillon è in un altro treno merci. Nolan, Chen e Badger si recano al treno ma scoprono che c'è stato un incendio per cui è stato deviato in un altro scalo. Grazie a Badger, trovano il treno e il vagone e qui arrestano tutti i figli del miliardario che si stanno azzuffando per avere il carillon. Chen lascia che Badger dichiari l'arresto a suo nome. Nel frattempo, James fa una proposta di matrimonio tradizionale con anello. Silas, James, Wesley e Gray filmano uno spot pubblicitario per ricordare ai cittadini i loro diritti quando vengono fermati dalla polizia. Il video viene trasmesso al rinfresco per il matrimonio, ma Silas ci aggiunge anche la proposta fatta da James. Chen e Tim ballano e quest'ultimo le dà la possibilità di dichiarare tutti i suoi arresti, ma si comprende anche che tra loro c'è del tenero.
- Guest star: Greg Grunberg (Larry "Badger" Macer), Drew Seely (Francis Bloomfield), Olesya Rulin (Danielle Bloomfield), Brandon Larracuente (Thackeray Bloomfield).
- Ascolti Italia: telespettatori 1 004 000 – share 5,30%[19]

## Simone
- Titolo originale: Real Crime
- Diretto da: Liz Friedlander
- Scritto da: Alexi Hawley e Terence Paul Winter

### Trama
Una coppia con il loro cane fanno jogging e incontrano uno strano tizio presso una cabina elettrica che a loro sembra un serial killer e chiamano la polizia. Bailey è con i riservisti e Lucy fa notare a Nolan che praticamente vivono insieme e lui rimane scosso. Inoltre, intervengono e mentre entrano nella cabina elettrica, Nolan nota una bomba che esplode, ma non reca danni se non l'interruzione elettrica. Sulla scena interviene anche divisione di Los Angeles dell'FBI guidata dall'agente Matthew Garza che crea una squadra congiunta con la polizia. Harper e Lopez vanno dal professore Madows che racconta di aver visto un alieno in casa. Racconta che gli ha rubato il trattato definitivo sul traffico di Los Angeles e mostra dei lividi su un fianco. La coppia viene interrogata e fa un identikit del tizio e aggiungono che aveva un accento russo. Dalle impronte si comprende che stanno cercando Ezekiel "Zeek" Freemont. Fatta irruzione nel suo covo non trovano nessuno, ma aveva una consulente scolastica che ora è una recluta dell'FBI di nome Simone Clark che si sta addestrando a Quantico. Simone si aggrega alla squadra che dà la caccia a Zeek e subito si fa conoscere, ma nessuno le crede a parte Nolan. I due si mettono sulle tracce del ragazzo e credono possa nascondersi in un tunnel vicino a casa sua. I due riescono ad arrestarlo. Zeek chiede protezione a Simone perché teme per la sua vita. Zeek racconta di aver costruito sei detonatori, uno normale e cinque con gps che si attivano raggiunta la posizione, perché aveva bisogno di soldi. Harper e Lopez scoprono che il professore Madows si faceva di piccole dosi di Lsd, inoltre ricevono una sua chiamata in cui parla di un'astronave rossa. Così pensano a una macchina. La polizia crede che l'obiettivo dell'unabomber sia l'armeria della Guardia nazionale. Avvertono Bailey che non riesce a contattare il capo dell' armeria. Il bomber scappa su un Humvee e viene fermato, ma si tratta del capo dell'armeria. Simone chiede aiuto a suo padre per Zeek, un uomo che è stato ingiustamente in carcere e ora lotta contro le forze dell'ordine. Il capo dell'armeria racconta che il bomber ha rapito suo marito e ha rubato 200 chili di C4. Garza ammette che a Washington non vogliono più una squadra congiunta, ma solo federale. Harper e Lopez trovano difficoltà visto che il riscontro sulle impronte è classificato poiché collegato con l'area 51. Le due interrogano Madows, ma non riescono a ricavare niente finché Simone non le aiuta. Madows racconta che è stato aggredito da un mutaforma con aspetto di un bianco con cicatrice. Così gli fanno vedere la foto dell'identikit di unabomber e il professore conferma. Garza aggrega Simone ufficialmente alla squadra. Fanno irruzione in una casa e trovano il marito morto e scoprono che è un militare che ha un legame con le operazioni segrete del governo. Lucy scova la parola "Enervo" che Tim collega alle operazioni della Cia. Quindi scoprono che userà il trattato sul traffico per far saltare le strade e paralizzare la città. Infatti ha assoldato degli autisti che ignari guideranno cinque furgoni pieni di esplosivo per la città.
- Guest star: Niecy Nash (Simone Clark), Felix Solis (Matthew Garza), Kat Foster (Casey Fox), Frankie Faison (Christopher "Cutty" Clark).
- Ascolti Italia: telespettatori 1 033 000 – share 6,00%[20]

## Operazione Enervo
- Titolo originale: Enervo
- Diretto da: Bill Roe
- Scritto da: Alexi Hawley e Terence Paul Winter

### Trama
Tentano subito di rintracciare i camion, ma uno di loro esplode sull'autostrada 110 facendo diciassette morti e molti feriti. Lucy e Tim fermano il camion Florida e l'autista racconta che partecipano, per un compenso di cento dollari, ad una ricerca sul traffico. Poco dopo ne fermano altri due, l'Idaho e lo Utah grazie a Smitty. Nel frattempo, individuano il camion Kentucky sulla 101 e grazie a Nolan e Simone che lo speronano ad alta velocità. Grey e Garza vanno alla CIA dove incontrano il direttore Bill August. I due gli chiedono di "Enervo" e del sospettato, non ottengono niente. Nolan fa la conoscenza di Cutty, il padre di Simone. Nel frattempo, la task force congiunta sospetta il coinvolgimento della CIA nella situazione. Tim contatta una sua vecchia conoscenza Kaity Hill. Nel frattempo, il bombarolo entra nella casa di Bill e ruba una spazzola per capelli. Tim e Nolan incontrano Kaity, che restia ad aiutarli perché probabilmente è stata messa sotto sorveglianza. Infatti, poco dopo viene presa da otto agenti della CIA. Così Garza da sei ordini alla sua assistente che è sua nipote. Tim e Nolan bloccano gli agenti CIA con le forze speciali della polizia e si riprendono Kaity. Simone parla con Zeek e gli porta un lettore per musica. Lui le racconta che mangiava delle barrette di una marca russa. Il bombarolo fa una falsa chiamata al 911 per indicare una via e un'auto rossa. All'interno, la polizia trova solo la spazzola. Kaity rivela a Garza e Tim che Enervo è un'operazione che addestra risorse straniere per destabilizzare i loro paesi d'origine e aggiunge che il bombarolo è Ilyia Sokorovf, catturato dai russi nel 2018 e spedito in una colonia penale. È scappato e ora sta usando l'addestramento contro gli USA. Zeek fa avere a Simone uno schizzo della parola russa della barretta. Chiede a Cutty che le dà un l'indirizzo di una rosticceria russa vicino all'acquario. Simone tenta di fermare Ilyia che l'atterra e scappa. Anche gli agenti CIA sono sulle sue tracce. Garza e Grey arrestano Bill visto che ha ideato Enervo e Ilyia è riuscito ad incastralo. Nolan e Simone trovano Ilyia presso l'acquario e racconta che sua moglie e le sue figlie sono morte dopo la sua cattura e la chiusura di Enervo. Arrivano gli agenti della CIA e ha inizio una sparatoria che si conclude quando arrivano i rinforzi. Simone torna all'accademia di Quantico.
- Guest star: Niecy Nash (Simone Clark), Felix Solis (Matthew Garza), Kat Foster (Casey Fox), Frankie Faison (Christopher "Cutty" Clark).
- Ascolti Italia: telespettatori 1 185 000 – share 7,10%[20]

## Festa della mamma
- Titolo originale:
- Diretto da: Lisa Demaine
- Scritto da: Diana Mendez Boucher e Fredrick Kotto

### Trama
Nolan subisce un provvedimento disciplinare da parte del capo del sindacato della polizia per averlo messo in imbarazzo. Inoltre, Grey si offre di andare in pattuglia con lui per aumentare la possibilità di superare l'esame da istruttore. Intervengono per un'aggressione alla star della famosa serie tv Hotsacks. I due vengono anche assegnati alla protezione di un testimone. Lucy crede che Ashley, la fidanzata di Tim si aspetti una proposta di matrimonio durante il weekend che trascorreranno alle Hawaii. Inoltre devono trovare un inserviente di nome John che è scappato con un'auto di un cliente oltre alle chiavi dell'altra auto. Wesley deve difendere una cliente che è stata accusata di furto per avere preso un pacchetto di patatine essendo una senzatetto. Lopez e Patrice, la madre di Wesley, pranzano insieme per la festa della mamma e subiscono una rapina. Lopez scopre che i rapinatori sono Monica e John, la prima è l'aggressore della star mentre il secondo è l'inserviente che cercano Tim e Lucy. Entrambi hanno precedenti penali. Grey insegna a Nolan come creare un perimetro di sicurezza sia all'esterno sia all'interno della casa per il testimone. Wesley tenta di parlare con il procuratore del Monte, che non può aiutarlo perché non segue il suo caso. Lopez chiama Monica e John, ma i due trasmettono in streaming la telefonata e dichiarano di non volersi arrendere. Daniel, il testimone, vuole fare un giro a cavallo con la madre per la festa della mamma. Ovviamente gli viene impedito. I rapinatori rubano un abito per matrimonio e entrano in una chiesa, mentre si stanno celebrando delle nozze. I due si sposano, ma la polizia interviene e scappano. John è ferito e si sacrifica, facendosi arrestare per far fuggire Monica. Viene operato in ospedale e non vuole collaborare con la polizia per arrestare la compagna. Nel frattempo; Daniel è scappato per andare a cavallo con la madre. Nolan e Grey fingono di avvertire Daniel che la sua auto è stata rubata, poiché la madre non sa della sua appartenenza ad una gang e di essere diventato un testimone. Arrivano degli uomini che vogliono uccidere Daniel. Nolan e Grey li affrontano e li arrestano. Daniel è fuggito inseguito da uno degli ostili. Nolan riesce ad arrestarlo e Daniel è salvo. Monica tenta di portare via John dall'ospedale, ma in realtà è una trappola: così viene arrestata. Grey risolve il suo problema con il regalo per la festa della mamma. Wesley svela a Lopez di volersi candidare per il posto da procuratore. Harper riceve la visita della figlia Laila accompagnata dalla nonna. Tim e Ashley si chiariscono sulla questione della proposta infatti lei non si vuole sposare. Così inscenano una finta proposta per fare uno scherzo a Lucy. Grey ha regalato a sua moglie lezioni di equitazione e un giro a cavallo di notte. I due si recano da Nolan poiché Grey gli racconta che è stato assegnato a una centrale di polizia a quattro ore dalla città per un'intera settimana così sarà costretto a saltare il suo esame da istruttore. Questo è la sua punizione per aver fatto arrabbiare il presidente e il prossimo esame si terrà tra due anni.
- Guest star: Brent Huff (agente Smitty), Angel Parker (Luna Grey), Jane Daly (Patrice Evers), Carsyn Rose (Lila Town), Crystal Coney (infermiera Lisa).
- Ascolti Italia: telespettatori 1 074 000 – share 6,00%[21]

## Giornata buca
- Titolo originale: Day In The Hole
- Diretto da: Alexi Hawley
- Scritto da: Alexi Hawley

### Trama
Tamara acquista la sua prima auto, ma si scopre che è piena di eroina. L'agente Nolan si ritrova a lavorare in una centrale di polizia, limitata dai tagli economici al dipartimento di polizia, situata in un desertico territorio di confine. Insieme a lui c'è Bailey. Presso il motel in cui alloggiano, trovano gli amici Ellroy Basso e Nell Forester che sono in vacanza. Vengono raggiunti da un'inesperta agente di nome Gabby. Lucy e Tim indagano sulla droga e scoprono che l'auto appartiene a un uomo particolarmente somigliante a Tim di nome Jake che viene arrestato. Nolan e Gabby ricevono una chiamata per una rissa. Tim e Lucy interrogano Jake che racconta di dover portare la droga oltre il confine per Roy Agek che non ha mai incontrato di persona. Tim così va sotto copertura fingendosi Jake. Nolan e Gabby placano una rissa tra fratelli in un bar e uno dei due ha bisogno di essere operato, così Bailey lo accompagna in ospedale. Nolan e Gabby prestano soccorso a una roulotte in difficoltà. Si scopre che sono Pete, il fratellastro di Nolan, e la sua ragazza Chastity. Tim incontra Roy che gli offre un altro lavoro come autista. Nel frattempo, Nolan e Gabby fermano un'auto il cui guidatore ha una pistola, viene arrestato e messo in cella dove passerà la notte visto che, dopo le sette di sera, la centrale di polizia non può collegarsi al database per i riscontri. La fidanzata di Jake è somigliante a Lucy e si chiama Juicy. Così anche Lucy andrà sotto copertura. Durante la serata, Nolan viene indicato come il cupido che ha scagliato la freccia per far mettere insieme Pete e Chastity e Nell con Ellroy. Tim e Lucy si prepararono per la copertura e si baciano, ma vengono interrotti da Tamara. L'indomani Nolan ed Ellroy vanno a dare il cambio a Gabby. Harper racconta a Grey che vuole fare la detective e lascerà il posto da istruttore. Gabby dice a Nolan che l'uomo arrestato è un criminale ricercato in molti stati di nome Blair Darvel. Questo fa finire i due agenti in grossi guai. Gli uomini di Blair tentano di corrompere Nolan con i soldi, ma lui rifiuta. Nolan telefona a Bailey per dirle di lasciare la città, ma gli uomini di Blair abbattono un ripetitore. Così la centrale viene crivellata di colpi di fucili d'assalto. Bailey tenta di svegliare Pete, ma viene inseguita da due uomini. Nolan, Gabby ed Ellroy sconfiggono gli assalitori della centrale mentre Bailey affronta e batte gli altri.
- Guest star: Brent Huff (agente Smitty), Alan Tudyk (Ellroy Basso), Sara Rue (Nell Forester), Gabrielle "Gabby" Navar (Stephanie Arcile), Dylan Conrique (Tamara Colins), Pete Davidson (Pete Nolan).
- Ascolti Italia: telespettatori 1 124 000 – share 6,90%[21]